# VanDusen Botanical Garden

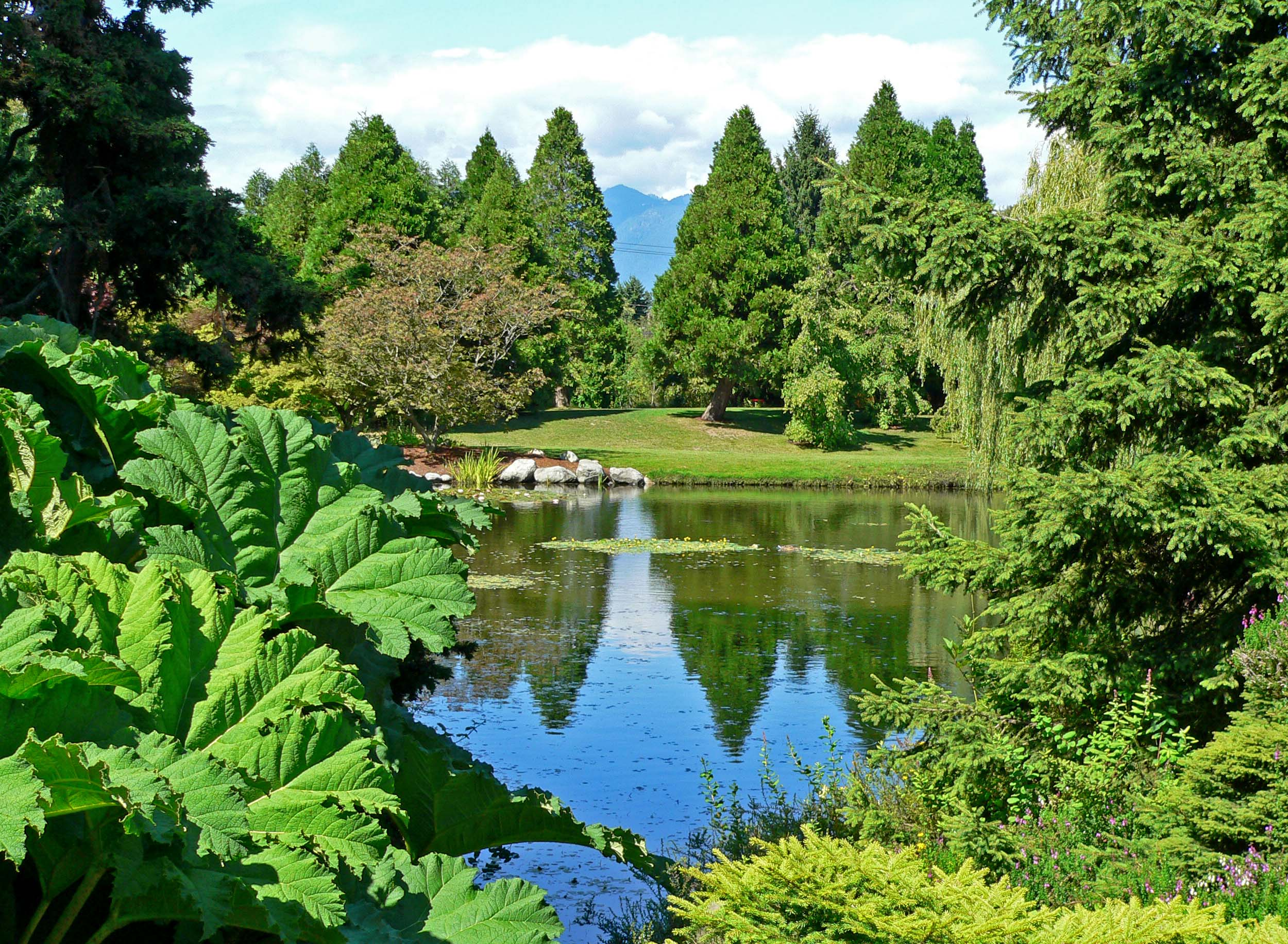
VanDusen Botanical Garden

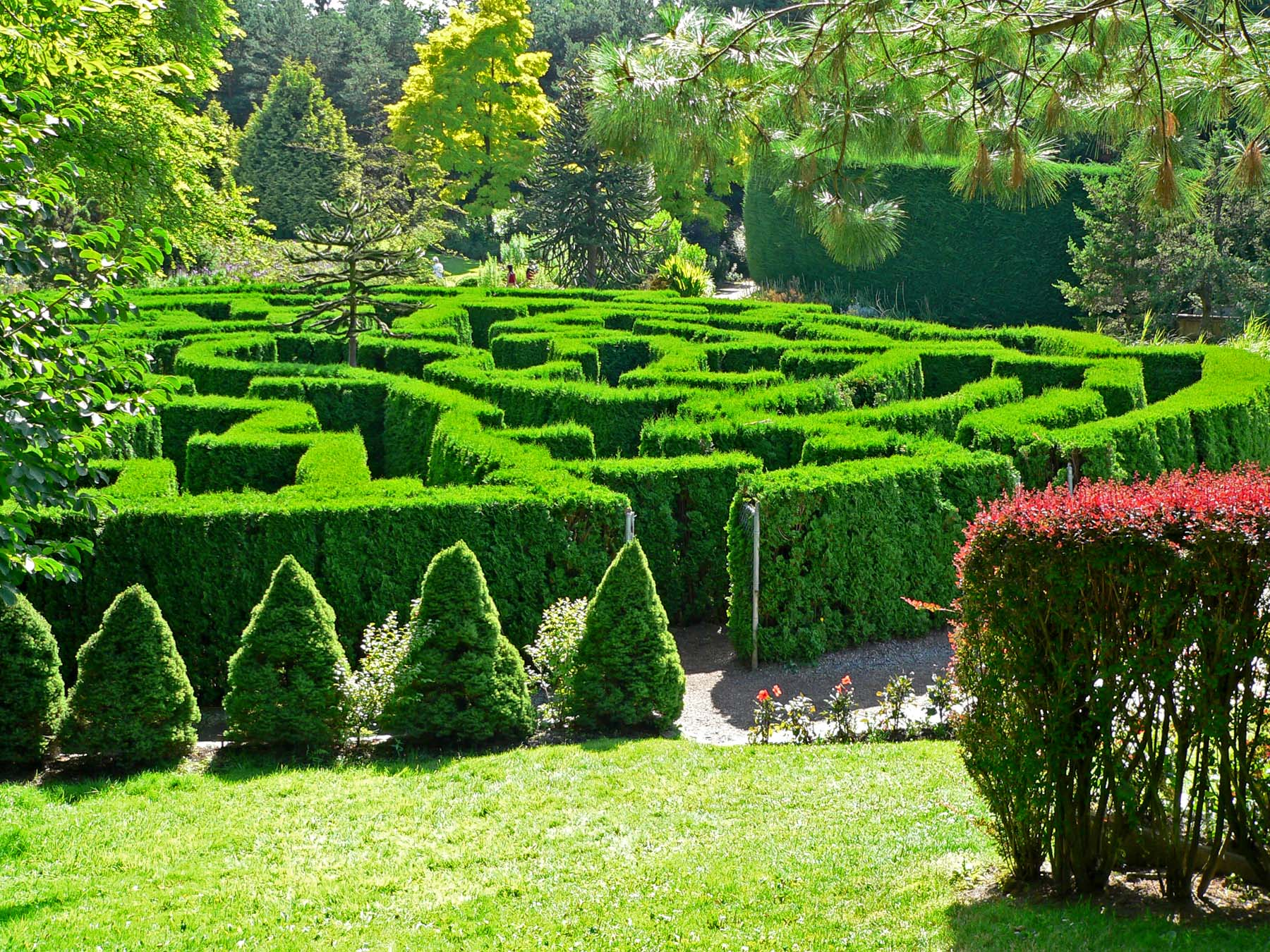
Hedge maze – das Hecken-Labyrinth

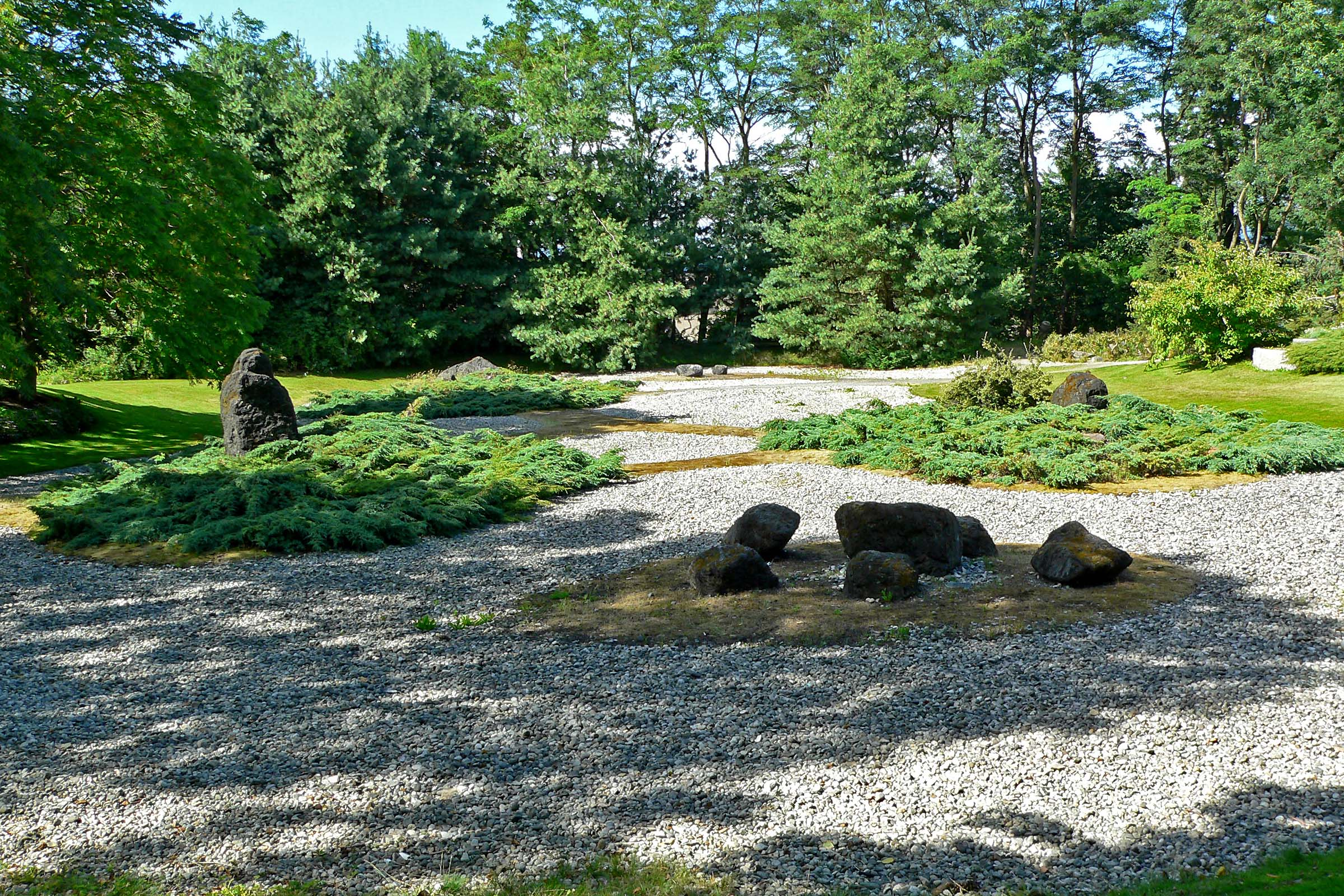
Rock garden – der Felsengarten

Der VanDusen Botanical Garden ist ein 22 Hektar großer botanischer Garten in der kanadischen Stadt Vancouver. Er befindet sich im Stadtbezirk Shaughnessy an der Ecke West 37th Avenue/Oak Street, wird von der städtischen Parkbehörde verwaltet und von Freiwilligen gepflegt.
Das Gelände gehörte ursprünglich der Canadian Pacific Railway (CPR) und wurde 1911 an den Shaughnessy Golf Club verpachtet. 1960 wurde der Golfplatz an einen anderen Standort verlegt und die CPR plante den Bau von Wohngebieten, was jedoch auf Widerstand stieß. 1970 unterzeichneten die Vancouver Foundation, die Provinzregierung und die Stadtverwaltung eine Vereinbarung. Finanziert durch eine Spende von W. J. VanDusen, ein Philanthrop und Manager der Holzindustrie nach dem der Garten benannt ist, begann 1971 die Umwandlung in einen botanischen Garten. Die Eröffnung erfolgte am 30. August 1975.
Schon früh hatte man sich darauf geeinigt, keine wissenschaftliche Forschung zu betreiben, sondern sich rein auf die Pflanzenpflege zu beschränken. Aus diesem Grund besitzt der VanDusen Botanical Garden keine Forschungseinrichtungen oder Herbarien. Allerdings gibt es im Verwaltungsgebäude eine spezialisierte Referenzbibliothek. Auf dem Gelände befinden sich geschnitzte Totempfähle, große Steinskulpturen und ein koreanischer Pavillon, der den Mittelpunkt der asiatischen Abteilung bildet. Im Garten wachsen unter anderem zahlreiche Rhododendren, Rotbuchen, Mehlbeerensträucher, Eschen, Magnolien, Besenheidesträucher und Stechpalmen.